# Liste der Kulturdenkmäler in Freirachdorf
In der Liste der Kulturdenkmäler in Freirachdorf sind alle Kulturdenkmäler der rheinland-pfälzischen Ortsgemeinde Freirachdorf aufgeführt. Grundlage ist die Denkmalliste des Landes Rheinland-Pfalz (Stand: 21. Dezember 2021).

## Denkmalzonen
| Bezeichnung                     | Lage                        | Baujahr                    | Beschreibung | Bild            |
| ------------------------------- | --------------------------- | -------------------------- | --- | --------------- |
| Denkmalzone Kirche Freirachdorf | Kirchstraße 2, 4 und 6 Lage | Mitte des 19. Jahrhunderts | auf einer Anhöhe gelegene Gebäudegruppe des 19. Jahrhunderts bestehend aus evangelischer Pfarrkirche (Nr. 6) samt ehemaligem Kirchhof, Pfarrhaus (Nr. 4; schlichter Putzbau, Mitte des 19. Jahrhunderts) und Kindergarten (Nr. 2; Putzbau mit Walmdach); historischer Mittelpunkt des religiösen und gemeindlichen Dorflebens, kennzeichnend für das Ortsbild | Fotos hochladen |

## Einzeldenkmäler
| Bezeichnung              | Lage                               | Baujahr                            | Beschreibung                                                    | Bild                           |
| ------------------------ | ---------------------------------- | ---------------------------------- | --------------------------------------------------------------- | ------------------------------ |
| Brunnen                  | Hauptstraße Lage                   | zweite Hälfte des 19. Jahrhunderts | gusseiserner Laufbrunnen, zweite Hälfte des 19. Jahrhunderts    | weitere Bilder Fotos hochladen |
| Kriegerdenkmal           | Hauptstraße, gegenüber Nr. 26 Lage |                                    | Kriegerdenkmal 1914/18 in umzäunter Anlage                      | weitere Bilder Fotos hochladen |
| Evangelische Pfarrkirche | Kirchstraße 6 Lage                 | 1851                               | Saalbau mit schlankem Frontturm, bezeichnet 1851                | weitere Bilder Fotos hochladen |
| Rathaus                  | Schulstraße 9 Lage                 | 1922                               | ehemalige Schule; Putzbau in Formen der Reformarchitektur, 1922 | Fotos hochladen                |